# Edouard de Knuyt
Edouard de Knuyt (Brugge, 26 mei 1803 - 19 januari 1864) was een Belgische grootgrondbezitter en van 1843 tot 1861 burgemeester van de Belgische gemeente Koolkerke.

## Familie
Edouard-Martin de Knuyt stamde af van een familie die al in de zestiende eeuw openbare ambten bekleedde in Zeeland. Een van hen, Jan de Knuyt, burgemeester van Middelburg, werd in 1648 door de Nederlandse Staten-Generaal afgevaardigd om de in 1648 geconcludeerde Vrede van Münster mee te onderhandelen.
De grootvader van Edouard, Paulus De Knuyt, was getrouwd met Joanna Canneyt. De vader van Edouard, Albert De Knuyt (Brugge, 1761-1833), was getrouwd met Reine van Maldeghem (Regina Vanmaldeghem) (°Bellem, 1766). Hun dochter, Reine De Knuyt (1808-1861), trouwde met Felix de Mûelenaere, een van de stichters van het koninkrijk België.
Edouard-Martin trouwde in 1832 met Adelaïde de Vrière (Brugge, 1807 - Sint-Joost-ten-Node, 1877), dochter van ridder Pierre de Vrière (1780-1872) en Colette Ysenbrandt (1785-1855). Haar broer Etienne-Charles de Vrière (1814-1864) was de vader van senator Etienne de Vrière (1857-1936), burgemeester van Beernem. Minister van Buitenlandse Zaken Adolphe de Vrière (1806-1885) was haar neef. Edouard de Knuyt en Adelaïde de Vrière hadden 
- Een zoon, Hector de Knuyt (1835-1913) die driemaal trouwde:
  - In 1859 trouwde hij  met Sidonie de Contreras (1836-1860), die stierf in het kinderbed, bij de geboorte van Henriette.
    - Henriette de Knuyt (14 april 1860-25 maart 1937), die trouwde met baron Fernand Limnander de Nieuwenhove (1854-1882). Het jaar na zijn dood trouwde ze met Conrad Marth (1857-1916), van wie ze scheidde in 1914.

  - Vervolgens trouwde hij in 1868 met Pauline Lippens (1838-1921). Het kinderloze gezin scheidde op 20 maart 1880. Het ging om een vechtscheiding, die er onder meer De Knuyt toe bracht het pas gebouwde grote Hotel de Knuyt aan de bankier Édouard Empain te verkopen.
  - Op 3 april 1880 trouwde hij met Pauline Bruyerre (1842-1931). Er valt op te merken dat de Knuyt al een relatie had met Bruyerre ten minste vanaf 1861, ook al trouwde hij in 1868 met Pauline Lippens. Nadat hij van Pauline gescheiden was, trouwde hij enkele dagen later met Bruyerre. 
    - Richard de Knuyt de Vosmaer (1862-1902) die trouwde met gravin Louise de Bousies (1868-1936). In 1890 verkreeg hij de Vosmaer (naar een heerlijkheid die de familie in de 17e eeuw bezat) aan zijn familienaam te mogen toevoegen.
      - Marguerite de Knuyt de Vosmaer (1892-1918).
      - Renée de Knuyt de Vosmaer (1893-1985) die trouwde met ingenieur Albert Fasseaux (1881-1969).
- Een dochter, Marie-Adelaïde de Knuyt (1846-1911), die in 1864 trouwde met baron Théodule de Giey (1834-1923) van wie ze in 1869 scheidde. In 1878 trad ze in tweede huwelijk met Julien Duclos (1832-1907) van wie ze in 1882 scheidde. Ze trad in 1897 in derde huwelijk met Vital Vanseveren (1857-1919), uit de echt gescheiden van Marie-Thérèse Varlé.

In 1845 verkreeg Edouard-Martin de Knuyt erfelijke adeldom met de overdraagbare titel van ridder, wat door patentbrieven op 8 mei 1848 werd bevestigd
Op het kerkhof rond de Sint-Niklaaskerk in Koolkerke staat de imposante grafkapel van het echtpaar de Knuyt. Ook Felix en Reine de Mûelenaere zijn er in begraven.
De laatste telg van deze familie, Renée de Knuyt de Vosmaer, overleed in 1985. Hierdoor is de familie volledig uitgestorven.

## Burgemeester
De Knuyt volgde einde 1842 de jong overleden Louis-Casimir van Caloen op als burgemeester van Koolkerke. Hij werd 'buiten de raad' benoemd bij koninklijk besluit van 31 december 1842. Hij bleef het ambt uitoefenen tot aan zijn dood. De broer van de overleden burgemeester, Vincent van Caloen was graag burgemeester geworden en voerde dan ook, als raadslid, oppositie.
In de eerste jaren van zijn burgemeesterschap had hij, tijdens de hongerjaren, af te rekenen met bedelaars en met dievenbenden. Om deze laatste te bekampen richtte hij nachtwachten in. Iedere weerbare burger diende hieraan deel te nemen. Een nachtelijke patrouille bestond uit vijftien man.
De Knuyt was een vrijgevig man. Als werken moesten worden uitgevoerd door de gemeente, dan schoot hij de nodige bedragen intrestloos voor. Hij betaalde ook een gedeelte van de nieuwe kerktoren en deed giften voor allerhande caritatieve initiatieven. Hij werd hoofdman van de Handbogengilde Fort Lapin die in 1857 werd gesticht door de handelaars en nijveraars van het Fort Lapin, de industriële wijk die grensde aan Brugge.

## Nota
1. ↑  De Knuyt wordt soms vermeld als 'de Knuyt de Vosmaer'. Hij heeft echter die naam nooit gedragen. Het is zijn kleinzoon Richard de Knuyt (1862-1902) die bij KB van 25 april 1890 vergunning verkreeg om 'de Vosmaer' aan zijn familienaam toe te voegen, naar een heerlijkheid die in de 17e eeuw Caroline Tenys de vrouw van een beroemde naamgenoot (zonder verwantschap), de calivinistische diplomaat Johan de Knuyt, voor een zesde deel als vrouwe van Oud- en Nieuw Vossemeer (Vosmaer) bezat. Zonder veel gevolg trouwens, want Richard had geen mannelijke erfgenaam, alleen twee dochters. In 1985 is de naam volledig uitgestorven bij de dood van Renée de Knuyt de Vosmaer.